# Zipeprolo
Lo zipeprolo (o composto 3024 CERM) è un farmaco sedativo della tosse non oppioide ad azione centrale, probabilmente dotato anche di effetto antispastico periferico a livello bronchiale e fluidificante sull'espettorato. Il farmaco fu sviluppato in Francia negli anni '70.

## Farmacocinetica
In seguito alla somministrazione orale di 175 mg si raggiungono nel giro di 15 minuti concentrazioni plasmatiche massime relativamente basse.
Il farmaco ha un'emivita media di 3,5 ore.
Viene eliminato per via renale dando luogo a numerosi prodotti di degradazione e dopo essere stato metabolizzato principalmente sotto forma di metaboliti N-dealchilati, ossidati, idrossilati e metilati.
Solo in minima parte (tra l'1% ed il 5%) è possibile ritrovare lo zipeprolo escreto immodificato nelle urine. Lo zipeprolo e i suoi metaboliti conferiscono alle urine un pH fortemente alcalino (12-13).

## Tossicità
Il valore della DL50 nel topo è di 301 mg/kg per os.

## Indicazioni e somministrazione
Lo zipeprolo è indicato nel trattamento della tosse, specie se associata ad affezioni acute e croniche dell'apparato respiratorio.
Lo zipeprolo cloridrato viene somministrato per via orale alle dosi frazionate di 150–300 mg/die. Nei bambini si consiglia l'impiego di 3–5 mg/kg/die. Il farmaco può essere somministrato, come base, anche per via rettale.

## Effetti collaterali
Lo zipeprolo cloridrato può causare nausea, sonnolenza e vertigini. Tali effetti sono in genere dose-dipendenti e tendono a manifestarsi con più frequenza se le assunzioni sono ravvicinate.
In letteratura sono stati segnalati casi di sovradosaggio del farmaco.
Lo zipeprolo cloridrato è stato oggetto di abuso e di dipendenza da parte di soggetti che lo assumevano abitualmente al fine di sperimentare effetti euforizzanti e le proprietà dispercettive ed allucinogene.
Verosimilmente lo zipeprolo può indurre dipendenza con un meccanismo che può essere mediato da alcuni tipi di recettori per gli oppioidi ma si è dimostrato capace di determinare anche effetti non oppioidi
In seguito a tale abuso si sono manifestati gravi sintomi neurologici caratterizzati da convulsioni generalizzate seguite da edema cerebrale e coma. In letteratura sono stati riportati anche casi letali a seguito della assunzione del farmaco da parte di soggetti tossicodipendenti. In Corea nel giro di pochi anni si sono registrati ben 69 decessi a causa della assunzione del farmaco ad opera di giovani tossicodipendenti
In un paziente che aveva assunto 750 mg di zipeprolo cloridrato sono stati riportati crisi opistotoniche ed edema cerebrale.
In seguito a intossicazione acuta in bambini si sono manifestate agitazione, sonnolenza, atassia, movimenti coreici, convulsioni generalizzate, depressione respiratoria e coma.

## Controindicazioni
Come per altri farmaci ne è controindicata la somministrazione in caso di ipersensibilità nota.
Lo zipeprolo non deve essere somministrato a pazienti epilettici.
Dato che il farmaco può causare sonnolenza, è opportuno evitarne l'assunzione quando si debbano effettuare attività che richiedono concentrazione o ci si debba porre alla guida di un autoveicolo.
È inoltre bene evitare la contemporanea somministrazione di farmaci deprimenti il sistema nervoso centrale per il possibile potenziamento degli effetti deprimenti.